# 46824 Tambora
46824 Tambora este o planetă minoră (asteroid) din centura de asteroizi. A fost descoperită pe 26 iunie 1998 la Observatorul La Silla de Eric Walter Elst și a fost numită după Muntele Tambora. 
Obiectul prezintă o orbită caracterizată de o semiaxă mare de 2,4055057531582 UAi, o excentricitate de 0,09, o înclinație de 5,4 ° în raport cu ecliptica.